# Муровдаг
Муровдаг (на азербайджански: Murovdağ; на руски: Муровдаг) е най-високият хребет в планинската система на Малък Кавказ. Простира се на около 70 km от запад на изток в западната част на Азербайджан, северно от долината на река Тертер (десен приток на Кура). На запад се свързва с Шахдагския (Севански) хребет. Максимална височина връх Гямиш 3724 m, (40°16′46″ с. ш. 46°21′30″ и. д. / 40.279444° с. ш. 46.358333° и. д., най-високата точка на планината Малък Кавказ), издигащ се в средната му част. Изграден е от вулканогенни наслаги. Има скалист гребен, а склоновете му са силно разчленени от дълбоки речни долини. По южните му стръмни склонове се спускат малки, къси и бурни потоци леви притоци на река Тертер, а от северните му полегати склонове водят началото си реките Гянджачай, Корчай, Геранчай, Инджачай и др., десни притоци на Кура. Склоновете му са покрити с широколистни гори, а билните части са заети от степни и планински пасища. В северното му подножие са разположени селищата от градски тип Чирагдере, Юхари-Агджакент и Ашаги-Агджакент.

## Топографска карта
- К-38-XХХV М 1:200000[2]